# Moda
Moda (od lat. modus – način, pravilo, ritam, vreme) termin je koji označava popularne stilove u raznim sferama ljudskih aktivnosti i razmišljanja, u bilo koje vreme u istoriji. Stilovi se mogu menjati brzo i u današnjici se pod terminom moda označava poslednja verzija stila i nekoj oblasti. Modne promene u raznim oblastima mogu dovesti i do promene kulture u celosti.
Moda je popularni stil ili praksa, posebno u oblastima odeće, obuće, modnih detalja, kozmetike, ili tela. Moda je osoben i često konstantan trend u stilu po kome se osoba oblači. Ona se sastoji od prevalentnih stilova u ponašanju i najnovijim kreacijama tekstilnih dizajnera. Pošto se više tehnički termin kostim regularno povezuje sa terminom „moda”, upotreba tog termina je bila potisnuta do primene u posebnim okolnostima kao što je maskenbalska ili maskaradna odeća, dok se „moda” generalno odnosi na odeću. Time je obuhvaćeno i studiranje odeće. Iako aspekti mode mogu da budu ženski ili muški, neki trendovi su androgeni.

## Oblasti mode
Moda je socijalni fenomen, koji je zajednički mnogim oblastima ljudskih aktivnosti i razmišljanja. Uspon i pad mode je posebno dokumentovan u sledećim oblastima:
- arhitektura, unutrašnji dizajn, i pejzažni dizajn
- umetnost i struka
- telo, odeća i kostim, kozmetika, frizura, juveliri - s kojim najčešće ljudi poistovećuju pojam "moda"
- plesanje i muzika
- stil (način oblačenja), sleng, i drugi oblici pričanja
- ekonomija
- zabava, igrice, hobi, sport
- menadžment, menadžerski stilovi i načini organizovanja
- politika i mas mediji, posebno načini razgovora podsticani od strane medija
- filozofija i religija
- sociologija i značaj oblačenja za izgradnju identiteta
- tehnologija, na primer izbor tehnike kompjuterskog programiranja
- Industrija uslužne delatnosti, dizajniranje uniformi za hotele, restorane, kazino, razne vrste klubova, ne bi li se reflektovao brend.
- životinje koje se drže kao kućni ljubimci i kao egzotični ljubimci.
- biljke i cveće koje se drži kao ukrasne biljke.
- kamenje koje se drži kao ukrasno.
- gastronomija i hrana

## Termini „moderan“ i „nemoderan“
Termini „moderan“ i „nemoderan“ se koriste da opišu da li je neko ili nešto u skladu sa trenutnim ili nekim drugim, popularnim modnim izražavanjem. Termin „moderan“ se obično koristi u pozitivnom smislu, kao sinonim za glamur, lepotu i stil. U tom smislu, moda je vrsta zajedničke umetnosti u kojoj kultura dolazi do izražaja. Međutim, ovaj termin se koristi i u negativnom smislu, kao sinonim za hir, trend i materijalizam.

## Modna industrija
Modna industrija je oduvek učestvovala u debatovanju društvenih pitanja i koristila svoje alate za iskazivanje stavova o društvenim promenama. Žene su u svim periodima razvoja modne industrije koristile modu kao alat za borbu za svoja prava i promenu nametnutih društvenih slika i uloga. Ponekad bi, čak i bez prethodnog promišljanja, sam čin uvođenja određenih komada odeće ili promocije nekog stila, uticao na promenu javne percepcije žena, stavljajući ih u prvi plan i dovodeći ih do značajnijih društvenih pozicija.
Feminizam u oblasti mode podrazumeva dve grupe pitanja:
1. Predstavljanje i prihvatanje ženskog tela
2. Pozicija žena u modnoj industriji

### Predstavljanje i prihvatanje ženskog tela
Iako je u istoriji moda često bila viđena kao "šašava ženska profesija”, za šta su najpre zaslužni muškarci čija je pozicija u svetu mode - paradoksalno - daleko dominantnija, čitava rasprava o prikazivanju ženskog tela ukazuje na jačinu uticaja modne industrije na formiranje i posredovanje željenih slika žene. Posle pojave i uspeha čuvene mršave manekenke Twiggy, modni dizajneri su počeli da dizajniraju odeću koja nije prilagođena ženskom telu, već sasvim obrnuto, počeli su da promovišu mršav tip tela koji se prilagodio odeći. To je dovelo do masovne pojave nezadovoljstva žena sopstvenim telima i kilažom, te potrebe da budu mršavije više nego što telo može da podnese. Tako dolazi do povećanja broja slučajeva žena sa zdravstvenim poremećajima kao što su anoreksija i bulimija, i to pre svega kod manekenki, ali i devojaka i žena (pretežno tinejdžerki) na koje modna industrija vrši uticaj. Kao kontra-mera ovakvom pristupu, tržište je otvorilo prostor za promociju takozvanih plus sajz modela. Na to su žene odmah reagovale, kritikujući sam termin “plus sajz” koji ukazuje na to da postoji nešto što je normalna kilaža i nešto što je preko granice normalnog, tačnije, što je prihvatljivo, ali nije “normalno”. Tako je, radi kritike promocije mršavosti, došlo do promocija gojaznosti, što je opet dovelo do novih kritika, budući da gojaznost, prihvaćena ili ne, ipak nije zdrava. Pored toga, upotreba fotošopa u modnim časopisima razvila je želju kod žena da, baš kao i modeli, imaju "idealno" telo, kožu i kosu, zbog čega su počele da odlaze na agresivne tretmane poput botoksa i liftinga. Kritika se odnosi i na činjenicu da te časopise pretežno čitaju žene koje imaju preko 40 godina, a u njima ima vrlo malo, odnosno uopšte nema žena u tom dobu. Tako se vrši neka vrsta diskriminacije i šalje poruka da su nepravilnosti na koži i starenje nešto što nije prihvatljivo i lepo za prikazivanje.

### Pozicija žena u modnoj industriji
Istorija je pokazala da je moda još jedna od industrija u kojoj dominiraju muškarci, iako su žene te koje bolje znaju šta žene žele. Feministička kritika odnosi se na situaciju u kojoj muškarci govore ženama šta one same žele i šta im je potrebno da bi dobro izgledale i dobro se osećale. Žene iz ove oblasti tvrde da dobijaju manje zasluga za svoj rad i da su manje plaćene, kao i da im je teže da se probiju na tržište, posebno ako ne razviju sopstveni modni brend. Coco Chanel je jedan od retkih primera žene koja je uspela da ostavi pečat u ovoj industriji, ali potvrđuje činjenicu da uspešno brendiranje podrazumeva i stavljanje fokusa na ime odnosno lice koje iza njega stoji. Takođe, u praksi se pokazalo da, kada su žene u pitanju, nije dovoljno lansiranje jedne linije odeće, već one moraju agresivno pristupiti tržištu, iako često nemaju finansijsku ili podršku u smislu “otvorenih vrata” da pristupe “muškom modnom društvu”. Još jedna tema koja je privukla pažnju bavi se pitanjem izuzetno male vidljivosti žena u modnoj industriji, a pripadnicama LGBT populacije, koje tvrde da muškaraca iz ove populacije ima dosta više (pretežno), što je paradoksalno jer je sam lezbijanizam (ne znam da li smem ovo da kažem) uticao na modu u smislu stvaranja odevnog koncepta “žene bez stila”.

## Feminizam: trend ili aktivizam
Jedno od osnovnih pitanja koje se ovde postavlja glasi: Da li moda pomaže vidljivosti ideje feminizma ili je feminizam kao aktivnost postao “trendy” zbog uticaja mode? Praksa je pokazala da moda svakako igra veliku ulogu u promovisanju ovog pokreta, s tim da je feminizam komodifikovan, dakle, da je prerastao u vrstu brenda koji utiče na povećanje profita u slučaju prodaje odeće s feminističkim porukama. Feministkinje podsećaju da se odeća s feminističkim parolama proizvodi u fabrikama sa izuzetno niskim uslovima rada, gde su upravo žene te koje su oštećene na mnogo načina i kojima su uskraćena osnovna ljudska prava. S druge strane, feminizam ne kritikuje modu u potpunosti, nego njene određene delove, kao što je navedeni problem sa manufakturom ili pojava butika u kojima se prodaje odeća u samo jednoj veličini. Feministi i feministkinje smatraju da nije feministički nositi odeću koja proklamuje vrednosti feminizma, dok radnici i radnice zbog toga ispaštaju. Prema tome, osnovna poenta feminističke kritike modne industrije je u tvrdnji da je industrija komodifikovala feminizam radi uvećanja profita, bez stvarnog zauzimanja za feminističke vrednosti.

## Primeri modnih akcija kao promocije feminizma
- Karl Lagerfildova prolećna kolekcija, 2015. godine, kada je kreativni direktor modne kuće Chanel izveo svoje modele na Chanel Bulevar u Parizu, koji su nosili parole sa natpisima “Free freedom”, “Ladies First”, “Feminism not Masochism”.
- Serija mini filmova pod nazivom “The women behind my dress”, koju je realizovala Maria Grazia Chiuri, kreativna direktorka Dior-a.
- Linija kupaćih kostima sa hidžabima modnih kuća Marks & Spencer i Dolce & Gabbana.

## Modni gradovi
Brojni gradovi se prepoznaju kao centri globalne mode uglavnom usled njihovih modnih zbivanja u kojima dizajneri izlažu svoje nove kolekcije. Ovi gradovi su Pariz, Milano, Njujork i London. Drugi gradovi koji iz godine u godinu postaju sve poznatiji u svetu mode su Los Anđeles, San Francisko, Berlin, Tokio, Rim, Majami, Hong Kong, Sao Paulo, Rio de Žaneiro, Sidnej, Atina, Barselona, Kairo, Madrid, Montreal, Beč, Moskva, Nju Delhi i Dubai.

## Antropološka perspektiva
Antropologija, izučavanje kulture i ljudskog društva, izučava modu razmatrajući zašto se određeni stilovi smatraju društveno prihvatljivim, a da to nije slučaj sa drugima. Određeni način biva izabran, i on postaje moda po definiciji izvesnih ljudi kao celine, tako da ako dati stil ima značenje u već postojećem skupu verovanja taj stil će postati moda. Prema Tedu Polhemusu i Lin Prokter, moda se može opisati kao vid ukrašavanja, pri čemu postoje dva tipa: moda i anti-moda. Putem kapitalizacije i komodizacije odjeće, pribora i obuće, etc., ono što je nekad sačinjavalo anti-modu postaje deo mode, jer su linije između mode i anti-mode zamagljene.
Definicija mode i anti-mode je sledeća: Anti-moda je fiksirana i malo se menja tokom vremena. Anti-moda je različita u zavisnosti od kulturnih ili društvenih grupa s kojima je osoba asocirana ili gde osoba živi, ali unutar date grupe ili lokaliteta stil se malo menja. Moda je potpuno suprotna anti-modi. Moda se veoma brzo menja i nije povezana sa jednom grupom ili područjem sveta, već je raširena širom sveta gde god ljudi mogu lako da komuniciraju jedni sa drugima. Na primer, krunska haljina kraljice Elizabete II iz 1953. je primer anti-mode, jer je tradicionalna i ne menja se tokom bilo kog perioda, dok je haljina iz kolekcije modnog dizajnera Diora iz 1953. primer mode pošto se stil menja sa svakom sezonom kako Dior proizilazi sa novim haljinama koje zamenjuju stare. Kod Diorovih haljina se dužina, kroj, tekstil i vez haljine menja od sezone do sezone. Anti-moda se stara o održavanju statusa kvo, dok se moda bavi društvenom mobilnošću. Vreme je izraženo u vidu kontinuiteta kod anti-mode i u vidu promena kod mode. Moda ima promenljive modove ukrašavanja, dok su oni fiksirani kod anti-mode. Autohtoni i seoski oblici ukrašavanja su primer anti-mode. Promene u modi su deo većeg sistema i struktuirani su da budu namerne promene stila.
U današnje vreme, ljudi u bogatim zemljama su povezani sa ljudima u siromašnim zemljama putem komodizacije i potrošnje onoga što se naziva modom. Ljudi rade veliki broj sati dnevno u jednoj oblasti sveta kako bi proizveli stvari koje ljudi u drugom delu sveta žele da konzumiraju. Jedan od primera toga je lanac produkcije i konzumacije Najki patika, koje se proizvode u Tajvanu, a prodaju između ostalog u Severnoj Americi. Na produkcionom krajevima su čvrste radne ideologije na kojima su izgrađene nacije i koje navode ljude da proizvode i podstiču ljude da konzumiraju ogromne količine ponuđenih dobara. Robne marke više nisu samo utilitarne, već su modne, bilo da su to patike ili trenerke.
Promena od anti-mode do mode usled uticaja zapadnjačke potrošačke civilizacije se može videti u istočnoj Indoneziji. Ikat tekstili iz Ngada oblasti istočne Indonezije su se promenili usled modernizacije i razvoja. Tradicionalno, u Ngada oblasti nisu postojale ideje slične zapadnjačkoj ideji mode, već je anti-moda u obliku tradicionalnih tekstila i načina ukrašavanja bila veoma široko zastupljena. Tekstili su u Indoneziji imali mnoštvo uloga za lokalno stanovništvo. Tekstili su definisali rang i status osobe; pojedini tekstili su označavali pripadnost vladajućoj klasi. Ljudi su izražavali svoj etnički identitet i društvenu hijerarhiju putem tekstila. Stoga je deo indonezijske populacije trampio ikat tekstile za hranu, tekstili su predstavljali ekonomska dobra, i pošto su pojedini motivi tekstilnog dizajna imali spiritualna religiozna značenja, tekstili su isto tako bili način komuniciranja religioznih poruka.
U istočnoj Indoneziji je produkcija i upotreba tradicionalnih tekstila je bila transformisana usled modernizacije produkcije, što je dovelo do promena načina upotrebe i njihove vrednosti. U prošlosti su žene proizvodile tekstile bilo za kućnu potrošnju ili za trgovinu sa drugima. U današnje vreme to nije slučaj, jer se tekstili uglavnom ne proizvode u domaćinstvima. Zapadnjačka dobara se smatraju modernim i vrednuju se više od tradicionalnih dobara, uključujući saronge, čime se zadržava izvesna asocijacija sa dobom kolonijalizma. U današnje vreme, saronzi se koriste samo za ritualne i ceremonijalne prilike, dok se zapadnjačka odeća nosi u crkvi ili vladinim uredima. Državni službenici koji rade u urbanim sredinama su skloniji pravljenju razlike između zapadnjačke i tradicionalne odjeće, nego seosko stanovništvo. Nakon Indonezijske nezavisnosti od Holanđana, stanovništvo je u sve većim merama kupovalo fabrički napravljene košulje i saronge. U oblastima tekstilne produkcije uzgoj pamuka i produkcija prirodno obojenih vlakana su postali zastareli. Tradicionalni motivi tekstila se više ne smatraju svojstvom određenih društvenih klasa ili starosnih uzrasta. Supruge vladinih zvaničnika promovišu upotrebu tradicionalnih tekstila u obliku zapadnjačke odeće kao što su košulje, prsluci i bluze. Ovaj trend isto tako sledi opšta populacija, i ko god može da priušti krojača to čini da bi napravio zapadnjačku odeću od tradicionalnih ikat tekstila. Stoga su tradicionalni tekstili u današnje vreme modno dobro i više nisu ograničeni na crne, bele i smeđe palete boja, nego su dostupni u širokom opsegu boja. Tradicionalni tekstili se isto tako koriste za uređenje interijera i za pravljenje ručnih torbi, novčanika i drugog pribora, što državni službenici i njihove porodice smatraju modnim izrazom. Takođe je prisutna i sve veća turistička trgovina u istočno Indonezijskom gradu Kupang, gde inostrani, kao i domaći, turisti kupuju tradicionalno štampanu zapadnjačku robu.
Upotreba tradicionalnih tekstila u modi postaje veliki biznis u istočnoj Indoneziji, mada ti tradicionalni tekstili gube svoja obeležja etničkog identiteta i koriste se kao predmeti mode.

## Intelektualna svojina
U modnoj industriji, intelektualna svojina nije prinudna kao u filmskoj i muzičkoj industriji. Uglavnom iz tog razloga jer mnogi dizajneri uzimaju tuđe kreacije kao inspiraciju za svoja dela i tako kreiraju trend u određenoj oblasti. Dizajneri smatraju da bi drugačija politika negativno uticala na uspeh industrije. Ipak, ovakav stav se menja, 2005. godine je Svetska organizacija za intelektualnu svojinu (WIPO) održala konferenciju pozivajući javno da se u modnoj industriji zavedu striktnija pravila intelektualne svojine, kako kažu „radi zaštite malog i srednjeg biznisa i radi podsticanja konkurencije u tekstilnoj i odevnoj industriji“.
Kako su lažni proizvodi prepoznatljivi po njihovom lošijem kvalitetu, još uvek postoji potražnja za luksuznim dobrima, i pošto jedino zaštitni znak ili logo ože biti zaštićen autorskim pravima, mnoge modne marke to čine jedim od najvidljivijih aspekata odeće ili pribora. Kod torbica, posebno, dizajnerova marka može biti utkana u tkaninu (ili tkaninu postave) od koje je napravljena, što čini marku sastavnim delom torbe.
Godine 2005, Svetska organizacija intelektualne svojine (engl. World Intellectual Property Organization - WIPO) održala je konferenciju na kojoj je naglašena potreba za strožom primenom zakona o intelektualnoj svojini u modnoj industriji kako bi bolje zaštitila mala i srednja preduzeća i promovisala konkurentnost unutar industrija tekstila i odeće.

## Literatura
- Polhemus and Procter, Ted and Lynn (1978). Fashion and Anti-fashion: An Anthropology of Clothing and Adornment. Thames and Hudson. стр. 12.
- Molnar, Andrea K (1998). Transformations in the Use of Traditional Textiles of Ngada (Western Flores, Eastern Indonesia): Commercialization, Fashion and Ethnicity. Consuming Fashion: Adorning the Transnational Body: Berg. стр. 39—55,42.
- Braudel, Fernand (1992). Civilization and Capitalism, 15th-18th Century, Vol. I: The Structure of Everyday Life. University of California Press. ISBN 9780520081147.
- Breward, Christopher (2003). The culture of fashion: a new history of fashionable dress. Manchester: Manchester University Press. ISBN 978-0-7190-4125-9.
- Cabrera, Ana, and Lesley Miller. „Genio y Figura. La influencia de la cultura española en la moda.”. Fashion Theory: The Journal of Dress, Body & Culture. 13 (1): 103—110. 2009.
- Cumming, Valerie (2004). Understanding Fashion History. Costume & Fashion Press. ISBN 978-0-89676-253-4.
- Hollander, Anne (1993). Seeing through clothes. Berkeley: University of California Press. ISBN 978-0-520-08231-1.
- Hollander, Anne (1994). Sex and suits: the evolution of modern dress. New York: Knopf. ISBN 978-0-679-43096-4.
- Hollander, Anne (1999). Feeding the eye: essays. New York: Farrar, Straus, and Giroux. ISBN 978-0-374-28201-1.
- Hollander, Anne (2002). Fabric of vision: dress and drapery in painting. London: National Gallery. ISBN 978-0-300-09419-0.
- Kawamura, Yuniya (2005). Fashion-ology: an introduction to Fashion Studies. Oxford and New York: Berg. ISBN 978-1-85973-814-6.
- Lipovetsky, Gilles (translated by Catherine Porter) (2002). The empire of fashion: dressing modern democracy. Woodstock: Princeton University Press. ISBN 978-0-691-10262-7.
- McDermott, Kathleen (2010). Style for all: why fashion, invented by kings, now belongs to all of us (An illustrated history). Lulu.com. ISBN 978-0-557-51917-0.Many hand-drawn color illustrations, extensive annotated bibliography and reading guide
- Perrot, Philippe (translated by Richard Bienvenu) (1994). Fashioning the bourgeoisie: a history of clothing in the nineteenth century. Princeton NJ: Princeton University Press. ISBN 978-0-691-00081-7.
- Steele, Valerie (1998). Paris fashion: a cultural history. (2. ed., rev. and updated), Oxford: Berg. ISBN 978-1-85973-973-0.
- Steele, Valerie (2000). Fifty years of fashion: new look to now. New Haven: Yale University Press. ISBN 978-0-300-08738-3.
- Steele, Valerie (2005). Encyclopedia of clothing and fashion. Detroit: Thomson Gale.
- Davis, F. (1989). „Of maids' uniforms and blue jeans: The drama of status ambivalences in clothing and fashion. Qualitative Sociology”. 12 (4): 337—355..

## Spoljašnje veze
- Moda
- Sens - Sajt o modi
- Moda на веб-сајту  (језик: енглески)